# دين كاميرون (سياسي)
دين كاميرون (بالإنجليزية: Dean L. Cameron)‏ هو سياسي أمريكي، ولد في 20 يناير 1961 في بورلي في الولايات المتحدة. حزبياً، نشط في الحزب الجمهوري. وقد انتخب عضو مجلس ولاية أيداهو.

## وصلات خارجية
- الموقع الرسمي